# 国家政治保安部
国家政治保安部（こっかせいじほあんぶ）、正式名称ロシア・ソビエト連邦社会主義共和国内務人民委員部附属国家政治局（ロシア・ソビエトれんぽうしゃかいしゅぎきょうわこくないむじんみんいいんぶふぞくこっかせいじきょく、ロシア語: Государственное политическое управление、ラテン文字表記：Gosudarstvennoye politicheskoye upravlenie）は、ソビエト連邦のレーニンおよびスターリン政権下で、反政府的な運動・思想を弾圧した秘密警察。ロシア語での略称はゲーペーウー（ГПУ）、ラテン文字表記GPU）で世界的に知られる。
1923年に内務人民委員部から独立して合同国家政治保安部（ОГПУ、OGPU)に改組され、1934年に再び内務人民委員部に吸収され国家保安部(ГУГБ、GUGB)に改称された。1941年に国家保安人民委員部(НКГБ,NKGB)が内務人民委員部から独立した。スターリン死後の1953年に廃止され、ソ連国家保安委員会（KGB）へ改組された。

## 沿革

### 設立
前身は1917年に設立されたチェーカーである。1922年2月6日にGPUに改名された。反革命分子・反動分子・反体制派の摘発・抹殺を目的としていた。

### 改組
ゲーペーウー（ГПУ）は1923年7月、内務人民委員部(НКВД,NKVD)から独立し、合同国家政治保安部（ОГПУ、OGPU)に改組された。1923年11月23日、ソ連人民委員会議附属OGPU、通称、統合国家政治局（とうごうこっかせいじきょく）または合同国家政治保安部に改組された。
スターリンは、トロツキーやカーメネフ、ジノヴィエフなどの政敵たちや党内反対派を殺すためにGPUを用いた。また、GPUは圧制に抵抗する民衆や外国人を弾圧し、次々と刑場や強制収容所に送った。
1934年7月に内務人民委員部直轄の国家保安部(ГУГБ、GUGB)に改称された。国家保安総局とも訳される。1937年に全国に設置され、弾圧の対象者を拡大した。かくして密告網がソ連国内各地に張り巡らされ、国民は息苦しい生活を強いられることとなった。
1941年には、国家保安人民委員部(НКГБ,NKGB)が内務人民委員部から独立した。

### 廃止、KGBへ
GPUの廃止はスターリンの死後の1953年9月であった。しかし、フルシチョフ政権移行後もGPU関係者への処罰は手緩いものであり、残党は後にソ連国家保安委員会（KGB）として生き残った。

## 機構
1934年1月1日時点での OGPU の機構。
- OGPU長官
- 副総局長×3人
- 参与会書記官
- 総務局
- 人事課
- 特別課 - 軍の監視機関。後のスメルシ
- 秘密警察課
- 経済課
- 外国課 - 対外諜報機関。後のKGB第1総局
- 作戦課
- 輸送課
- 特殊課
- 登録・統計課
- 特別全権代表
- 会計課
- 国境警備総局 - 国境警備隊
- 労農民警総局 - 一般警察
- 収容所総局（グラーグ） - ラーゲリを管理

## 階級
1935年 - 1943年までの国家保安機関職員の階級。
- 国家保安総委員（генеральный комиссар ГБ）
- 一等国家保安委員（комиссар ГБ 1-го ранга）
- 二等国家保安委員（комиссар ГБ 2-го ранга）
- 三等国家保安委員（комиссар ГБ 3-го ранга）
- 国家保安上級少佐（старший майор ГБ）
- 国家保安少佐（майор ГБ）
- 国家保安大尉（капитан ГБ）
- 国家保安上級中尉（старший лейтенант ГБ）
- 国家保安中尉（лейтенант ГБ）
- 国家保安少尉（младший лейтенант ГБ）
- 国家保安軍曹（сержант ГБ）

1943年2月、国家保安上級少佐の階級が廃止され、以下の階級が新設された。
- 国家保安委員（комиссар ГБ）
- 国家保安大佐（полковник ГБ）
- 国家保安中佐（подполковник ГБ）

## 歴代指導者

### GPU長官
1. フェリックス・ジェルジンスキー（1922年2月 - 1923年11月）

### OGPU長官
1. フェリックス・ジェルジンスキー（1923年11月 - 1926年7月）
2. ヴャチェスラフ・メンジンスキー（1926年7月 - 1934年5月）
3. 代行 ゲンリフ・ヤゴーダ（1934年5月 - 7月。以降、内務人民委員）

### NKVD国家保安総局長
1. ヤーコフ・アグラーノフ（1936年12月 - 1937年4月）
2. ミハイル・フリノフスキー（1937年4月 - 1938年3月）
3. ラヴレンチー・ベリヤ（1938年9月 - 1938年12月）
4. フセヴォロド・メルクーロフ（1938年12月 - 1941年2月。以降、国家保安人民委員）